# Scorcolga
La scorcolga est une sauce épaisse de la gastronomie roumaine originaire de la région de Dobrogée composée d'une purée de noix et de mie de pain pilées avec du lait, du sel, du poivre, du jus de citron et un peu d'huile. La scorcolga est servie traditionnellement avec des écrevisses.